# گراز بزرگ جنگلی
گراز بزرگ جنگلی (نام علمی: Hylochoerus meinertzhageni) نام یک گونه از تیره گرازان است.